# グリーンエナジー

## 歴史
2001年に設立された。ダイオキシン対策特別措置法により、規制をクリアできる焼却炉の開発に成功した。
食品大手企業に設備を納入できたことにより、食品廃棄物の焼却処理需要が主力となった。
その後、自治体からの投資を基に、使用済み紙おむつや食品廃油脂、汚泥の燃焼処理装置の開発を始めた。
2007年6月22日、異分野連携新事業分野開拓計画が認定された。同年12月15日付けで本社を現在地に移転した。
2008年には、朝田商会との、廃棄物処理・リサイクルシステム「ACE燃焼装置シリーズ」が第11回日食優秀食品機械資材・素材賞＜機械部門＞を受賞した。
2011年の東北地方太平洋沖地震後、同社のバイオマスボイラーを利用
2016年4月にバイオマスコークスを利用したバイオマスボイラーを開発し、新たな事業構築を行う。
2016年9月にアーク放電による、廃棄物無害化システムの企業と提携する。

## 事業内容
- ACE燃焼システムの設計・施工・メンテナンス
- バイオマスを活用したエネルギーリサイクルシステムの企画・開発[1]

## 支援・参加団体
- （独）中小企業基盤整備機構
- （財）にいがた産業創造機
- （社）日本エネルギー学会バイオマス部会会員
- 新潟県農業技術総合研究所
- 新潟県食品研究センター
- 新潟県食品技術研究会会員
- 新潟県医療・健康産業創造協議会